# Vandflyvepladsen i Aalborg
Vandflyvepladsen i Aalborg (tysk: Seefliegerhorst Aalborg) var en vandflyveplads i det vestlige Aalborg, opført og anvendt af den tyske besættelsesmagt 1940-1945. En hangar og en bunker anvendes nu af Aalborg Forsvars- og Garnisonsmuseum.
Den 12. april 1940, altså tre dage efter besættelsen af Danmark, landede de første tyske vandfly på Limfjorden i Aalborgs vestlige udkant. Umiddelbart efter besættelsen beslaglagde tyskerne området omkring Skydebanevej mellem Vestre Fjordvej, Annebergvej og Cementfabrikken Norden. Midt i august samme år var en fuldstændig operationsklar vandflyveplads etableret, men naturligvis ikke med alle de faste faciliteter. Udbygningen af flyvepladsen fortsatte gennem hele krigen med bunkers, feltbefæstede stillinger, pigtrådsspærringer.
Den godt 300 meter lange vandflyverbro, hvor vandflyene lå fortøjet klar til indsats, strakte sig vest på fra betonarealet, hvor Egholmfærgens leje er nu. En stor kran, hvis fire fundamenter stadig kan ses, løftede flyene ud af vandet og satte dem på en hjulkærre, så de kunne trækkes af en traktor op til den store hangar og værkstederne, hvor vedligeholdelsen af flyene fandt sted. Kranen blev efter krigen demonteret og senere opsat på Station Grønnedal i Grønland.
Spredt ud over det store areal lå i øvrigt de mange faciliteter, som hører en krigsflyveplads til: Indkvarteringsbarakker for de forskellige personelgrupper, kontorer, infirmeri, værksteder, ammunitionsdepoter m.m. Til sikring af flyvepladsen var der et luftværnsbatteri, hvori der indgik tre danske 20 mm Madsen maskinkanoner, som tyskerne beslaglagde til luftforsvaret af Aalborgområdet allerede i april 1940 efter de første britiske luftangreb natten mellem 20. og 21. april 1940 mod den tyske "Flyveplads Vest", den nuværende Flyvestation Aalborg.
Vandflyvepladsens store hangar blev opført vinteren 1940-41. Typen er en Junkershalle, en lidt mindre blev opført på arealet lidt vest herfor (på stedet hvor lystbådehavnen nu findes). Seefliegerhorst Aalborg var således en veludrustet, større base for vandflyveenheder, der havde til opgave at sikre de nordlige farvande omkring Danmark og farvandene syd for Norge mod fjendtlige skibe ved rekognosceringsflyvninger og ubådsbekæmpelse. Det lykkedes således den 5. maj 1940 for Arado 196A-3 vandfly fra Seefliegerhorst Aalborg at tvinge en britisk ubåd HMS Seal til overgivelse i Kattegat. Ubåden havde udlagt et søminefelt i Kattegat, men påsejlede derefter selv en tysk sømine. Det lykkedes ubåden at komme op til overfladen, men den var ude af stand til at redde sig ind i svensk territorium. Ubåden blev observeret af en Arado-196 fra Aalborg, som kastede bomber og beskød ubåden, som blev yderligere beskadiget. Da endnu en Arado kom til og beskød ubåden med sine maskinkanoner, og herved sårede flere besætningsmedlemmer, overgav ubåden sig. Den blev indledningsvis bugseret til Frederikshavn, og senere til Kiel, hvor den blev brugt i den tyske krigspropaganda. Det var første gang nogensinde at en ubåd blev opbragt af et fly. Desuden udførte vandflyene minelægningsoperationer i de nordbritiske havne og togter mod britiske konvojer ved Skotland. Samtidig med disse operative opgaver udførte vandflyene også søredningstjeneste. Alt dette medvirkede samtidig til at opretholde forbindelsen til de tyske styrker i Norge.
50 meter fra hangaren blev – som en del af vandflyvepladsen – bygget en stor bunker, hvorfra operationer med vandfly i Nordsøen, Skagerrak og Kattegat blev ledet, når Aalborg var under luftangreb, ellers foregik det samme fra en barak ved siden af hangaren.
Udover den faste besætning på ca. 1500 mand på Seefliegerhorst Aalborg blev der i krigens løb stationeret flere træningsenheder. I 1943 blev der således oprettet en skole til træning af vandflyvere. Den 27. maj 1944 oprettedes den såkaldte Bordkommando for det tyske slagskib Tirpitz. Dette var en træningsenhed for de flybesætninger, der skulle udstationeres på Tirpitz for derfra – ved katapultstart – at foretage rekognosceringsflyvninger for slagskibet. Da enheden skulle bruges på Tirpitz havde den kun gennemført få operative flyvninger fra Aalborg.
Der blev også oprettet et træningscenter for søredningstjeneste i begyndelsen af 1944. Her lærte flybesætningerne blandt andet, hvordan man overlever en nødlanding på vandet. Fra begyndelsen af 1944 til begyndelsen af 1945 blev der i Aalborg trænet ca. 1500 besætningsmedlemmer.
Fra begyndelsen af 1945 begyndte tyske flygtninge at strømme til Danmark fra Østprøjsen, da Sovjetunionens styrker erobrede den del af Tyskland. Der blev oprettet flygtningelejre mange steder i Danmark til at huse disse flygtninge. En af disse blev i krigens sidste måneder placeret på vandflyvepladsen, som i den anledning blev udbygget med et større antal flygtningebarakker på den nuværende væddeløbsbanes areal. Flygtningelejren husede ca. 2.300 flygtninge. De sidste flygtninge forlod området i 1947. Vandflyvehangaren blev anvendt af flygtningene som en slags samlingslokale, hvor man med de begrænsede midler man havde til rådighed kunne hygge sig sammen.
De fleste bygninger med mere fra Seefliegerhorst Aalborg er for længst fjernet eller kan ikke mere erkendes som efterladenskaber fra krigen. Mange af de bunkers, som fandtes på flyvepladsen, ligger der stadig, men kan ikke ses, fordi de er blevet tildækket. Efter krigen forsøgte man at sprænge bunkerne bort ved at fylde dem med vand og en kraftig sprængladning. Da man fyrede ladningen af i den første bunker skete der ikke rigtig nogen skade på bunkeren, men der røg en masse ruder i boligblokkene på Vestre Fjordvej. Så opgav man denne metode og dækkede bunkerne til med jord eller sand. De fleste af klitterne i Aalborg Friluftsbad indeholder hver en bunker. Hangaren står der stadig, ligesom en del af barakkerne på den anden side af Skydebanevej stammer fra vandflyvepladsen.
I tiden 1950 til 2001 benyttede Civilforsvaret – nu Redningsberedskabet – hangaren samt barakkerne til depot. Bygningerne, som ejes af Aalborg Kommune, blev godt vedligeholdt i denne lange periode. Da Redningsberedskabet i 2001 ikke længere havde behov for hangaren til depot overtog en initiativgruppe fra Garnisonshistorisk Selskab Aalborg 1. august hangaren med henblik på at oprette Aalborg Forsvars- og Garnisonsmuseum. Museet kunne åbne 22. juni 2002 som en selvejende institution og som en af Aalborgs attraktioner. I 2009 – 10 har museet udgravet kommandobunkeren fra vandflyvepladsen. Den lå tidligere lige uden for museets hegn og var som flyvepladsens øvrige bunkers dækket med jord. Bunkeren ligger nu inden for museets hegn og er ved at blive indrettet som en del af museets udstillinger. 